# 杜博夫亞濟夫卡
51°7′59″N 33°22′20″E / 51.13306°N 33.37222°E
杜博夫亞濟夫卡（烏克蘭語：Дубов'язівка），亦译为杜博维亚佐夫卡，是烏克蘭東北部蘇梅州科諾托普區杜博夫亚济夫卡市镇内的市級鎮及其行政中心。分別距離科諾托普20公里和蘇梅110公里，海拔高度161米，2014年該市級鎮人口2,595。